# Benito Lampridio
Benito Lampridio fue un poeta latino, nacido en Cremona, Italia, hacia finales del siglo XV.
Pasó siendo muy joven a Roma, donde fue recibido muy bien por Pablo Cortese, quien le hospedó en su casa y no quiso que tuviese otra mesa que la suya y a poco tiempo el sábio Juan Lascaris, le escogió para que ocupase una cátedra en el colegio de los griegos, que acababa de fundar el papa Leon X. Después de la muerte de este pontífice acaecida en 1521, se retiró Lampridio a Padua, y abrió una escuela que muy pronto fue de las más concurridas; hasta que el duque de Mantua, Federico Gonzaga, le llamó en 1536 a su corte, para confiarle la educación de su hijo. Cuatro años después, o según Tiraboschi seis, una muerte prematura le arrebató a sus amigos y a las musas. 
Pablo Jovio, que se demuestra poco favorable a Lampridio, le acusa de no haber querido jamás concurrir a la oposición de una cátedra pública, achacándoselo a orgullo, como si una demasiada timidez no pudiese ser igualmente la causa de este modo de pensar. El cardenal Bembo, Sadotet y Negri hablan con elogio de los talentos y carácter de Lampridio. Aonio Paleario, habiéndole oído explicar a sus discípulos una arenga de Demóstenes, escribió a Bembo en una de sus cartas, esto es, en la diecinueve, que tenía la voz y el gesto de aquel príncipe de los oradores y parecía estar lleno de su espíritu. El mismo Paleario cita también con elogio la elegancia de una traducción latina de las Obras de Aristóteles, por Lampridio; pero Tiraboschi duda que haya jamás existido y podría ser que Paleario no hubiese fundado su juicio más que sobre algunos fragmentos. Lampridio compuso además varias Odas, tres Epístolas, algunas Elegías y Epigramas. En las odas, Pablo Jovio, su eterno detractor, le achaca el haber querido imitar demasiado a Píndaro, de quien dice que había tomado la hinchazón y cierta dureza poco agradable u oídos acostumbrados a la melodía de los versos latinos; pero Tiraboschi declara que no se puede negar que Lampridio, por la fuerza de la imaginación y la nobleza de pensamientos, llega muchas veces a la altura en que se halla su modelo y que por esto merece ser elogiado, pues fue el primero entre los modernos que se atrevió a rivalizar con un poeta como Píndaro. Los versos de Lampridio impresos en Venecia, en 1540, en 8°, se han insertado en todas las compilaciones y particularmente en el sexto tomo de los Carmina illustrium poetar, italorum, Florencia, 1719. En fin, se tienen también de este poeta tres Cartas en italiano al cardenal Bembo y una en latín al cardenal Polo.